# Un enfant à vendre
Un enfant à vendre (Stolen Child) est un téléfilm américain tiré d'une histoire vraie réalisé par Michael Feifer, diffusé le 18 mars 2012 sur Lifetime.

## Résumé
Amanda et John Lewis ne peuvent pas avoir d'enfant. Ils prennent la décision d'adopter une petite fille venant de Moldavie, Eva. Lors de sa première visite chez la pédiatre, celle-ci est intriguée par l'acte de naissance de l'enfant. Amanda finit par se demander si Eva n'a pas été enlevée par des criminels, spécialisés dans le trafic d'enfants entre l'Europe de l'Est et les États-Unis. Elle mène donc son enquête auprès de l'agence d'adoption et contacte un agent du FBI. Par ailleurs, les Lewis sont surveillés par le mystérieux Gabriel, qui s'avère être le frère de la vraie mère d'Eva...

## Fiche technique
- Titre original : Stolen Child
- Réalisation : Michael Feifer
- Scénario : Jodi Ticknor et Peter Sullivan (en)
- Pays : États-Unis
- Durée : 86 minutes

## Distribution
- Emmanuelle Vaugier (VF : Marion Dumas) : Amanda
- Corbin Bernsen (VF : Philippe Peythieu) : George
- Joanna Pacula (VF : Laure Sabardin) : Tatiana
- Jon Bradford : Steve
- John Burke (VF : Jean-François Aupied) : Dorin
- Eric Etebari (en) (VF : Constantin Pappas) : Stefan
- Caia Coley (VF : Patricia Piazza) : Emily
- Scott Elrod (VF : Marc Saez) : John
- Bill Jacobson (VF : Bertrand Liebert) : Gabriel
- Linda DeMetrick : Bonnie
- Kristen Kerr (VF : Véronique Soufflet) : Chelsea
- Rusty Burns (VF : Dominique Lelong) : Eileen
- Tichina Arnold (VF : Annie Milon) : Claudia Mitchell
- John Colton : Docteur Stein

Source et légende : Version française (VF) sur RS Doublage et selon le carton de doublage.